# Fatou Samba
 (février 2025).
Fatou Samba est une rappeuse et mannequin sénégalo-belge basée en Corée du Sud. Elle est surtout connue en tant que membre et leader du groupe de filles Blackswan, étant largement reconnue comme la première idole née en Afrique dans l'industrie musicale sud-coréenne,,,.

## Discographie
- PWAPF (2022)
- Letter 1 - Adaeh (2023)

## Filmographie
| Année | Titre   | Rôle                      | Remarques | Ref.  |
| ----- | ------- | ------------------------- | --------- | ----- |
| 2024  | Gone PD | Membre de la distribution |           | [ 5 ] |